# Трапезица (дем Горуша)
Вижте пояснителната страница за други значения на Трапезица.
Трапезица (на гръцки: Τραπεζίτσα) е село в Република Гърция, дем Горуша (Войо) в област Западна Македония.

## География
Селото е разположено на 550 m надморска височина, на около 10 km южно от град Неаполи (Ляпчища, Населич). На юг граничи с гревенското село Полидендро (Спата).

## История

### В Османската империя
Смята се, че селището е основано около 1600 година. Преди това е съществувало селище със същото име, но на друго място.
В края на ХІХ век Трапезица е село в южния край на Населишката каза на Османската империя. Според статистиката на Васил Кънчов в 1900 година в Трапезица живеят 160 валахади (гръкоезични мюсюлмани) и 60 гърци християни. В специална бележка Кънчов отбелязва, че между християните в Трапезица има и малко българи, които са в напреднал стадий на гърцизация.
На Етнографската карта на Битолския вилает на Картографския институт в София от 1901 година Трапейца е чисто помашко (гръцко мохамеданско) село в казата Населица на Серфидженския санджак с 12 къщи.
Според статистика на Серфидженския санджак на гръцкото консулство в Еласона от 1904 година в Трапезица (Τραπεζίτσα), Населишка каза, живеят 82 гърци елинофони християни.

### В Гърция
През Балканската война в 1912 година в селото влизат гръцки части и след Междусъюзническата в 1913 година Трапезица остава в Гърция.
През 1913 година при първото преброяване от новата власт в Τραπεζίτσα са регистрирани 159 жители.
Населението традиционно произвежда жито, тютюн, картофи и други земеделски продукти, като се занимава и със скотовъдство.
| Година    | 1913 | 1920 | 1928 | 1940 | 1951 | 1961 | 1971 | 1981 | 1991 | 2001 | 2011 | 2021 |
| --------- | ---- | ---- | ---- | ---- | ---- | ---- | ---- | ---- | ---- | ---- | ---- | ---- |
| Население | 159  | 160  | 267  | 263  | 241  | 205  | 162  | 212  | 172  | 169  | 77   | 62   |